# الجماعة السلفية المحتسبة
الجماعة السلفية المحتسبة أو جماعة أهل الحديث وتعرف بـ الجهيمانية أو جماعة جهيمان هي جماعة أسست بقصد الدعوة والاحتساب والاهتمام بمنهج السلف ومحاربة البدع والمنكرات، انطلقت من المدينة بصفتها العلنية الدعوية والاحتسابية وبالمحاضرات والدروس وكان لهم مجلس شورى يجتمع ويناقش الأمور سراً. عملت الجماعة في العلن وحظيت بدعم رجال الدين وعلى رأسهم بن باز والشيخ أبو بكر الجزائري، مرت الجماعة بأطوار متعددة بدأت بانشقاق جهيمان العتيبي عن النظام الحاكم وانشقاقه عن بن باز لتنتهي قصة الجماعة بحادثة احتلال الحرم المكي على أيدي جهيمان ورفاقه في 20 نوفمبر عام 1979.
بدأت الجماعة بفكرة دعوية وأعمال احتسابية وانتهت إلى احتلال المسجد الحرام المكان الذي يعتبره المسلمين محرم زماناً ومكاناً، في حين كانت البدايات خاطئة بشكل يسير ومع طول الطريق زادت الأخطاء شيئاً فشيئاً، بدأت الفكرة بمبدأ المعارضة للواقع والمناكفة له ونقد أسلوب الحياة وفرض نظرية إتباع الدين بالتفصيل، دعى جهيمان في فكرته أن محمد بن عبد الله القحطاني هو المهدي المنتظر ما لبث أن وجد من يؤمن به ويناصره. فكانوا قرابة المائتين والخمسين رجلاً اجتمعوا للعمل معه إلى حد الاعتصام المسلح وإغلاق المسجد الحرام. كان هذا بسبب رؤيتين رأى جهيمان الأولى وهي خروج المهدي في الربع الأول من القرن الخامس عشر الهجري، والرؤية الثانية لأحد أفراد الجماعة بأن محمد عبد الله القحطاني هو المهدي، توقيت خروج المهدي يدل على خطأ ارتكبته الجماعة الذي يعد أحد أكبر أخطائها من بين أخطاء أخرى ارتكبتها، فغرة القرن الجديد هو في واحد محرم عام 1401هـ وأما واحد محرم عام 1400هـ فهو اليوم الأول من العام المتمم للقرن السابق وليس بداية للقرن الجديد.

## النشأة
قام في عام 1966 كل من جهيمان العتيبي وسليمان بن شتيوي وناصر الحربي وسعد التميمي بزيارة الشيخ عبد العزيز بن باز ليبلغوه أنهم قرروا تأسيس جماعة سلفية تنبذ التمذهب وتدعو إلى التوحيد والتمسك بالكتاب والسنة كما قرروا أن يسموا مجموعتهم الجماعة السلفية عرضوا على الشيخ أن يكون مرشدهم فوافق بن باز غير أنه عدل اسم المجموعة ليصبح الجماعة السلفية المحتسبة، كان تأسيس الجماعة ثمرة حدث وقع في عام 1965 في المدينة المنورة حين قام بعض هؤلاء بمشاركة آخرين من الإخوان - ليس المقصود الإخوان المسلمين بل السلفيين - بالاعتداء على استديوهات التصوير والمحال التجارية لتكسير الصور وتماثيل العرض.
وصلت الجماعة لمكة المكرمة ثم الرياض ثم بقية أنحاء البلاد وكانت المرحلة وتطوراتها في شؤون الدعوة والاحتساب حتى بلغت الاعتقاد بالمهدي وذلك بتأثير سلبي من كتب الفتن وأشراط الساعة فكانت الرؤى محل تصديق وهوس ولذا بلغ بهم الحال أن آمنوا بسيناريو يبدأ بمبايعة للمهدي - محمد القحطاني - بين الركن والمقام ويعتصم المهدي ومن معه في الحرم ثم يأتي جيش من تبوك ويخسف بهذا الجيش ثم يخرج هذا الرجل من الحرم ويذهب إلى المدينة ويحارب المسيح الدجال ثم يخرج من المدينة ويذهب إلى فلسطين ويحارب هناك اليهود ويقتلهم ثم ينزل عيسى بن مريم فيكسر الصليب ويقتل الخنزير ويذهبون إلى الشام فيصلون في مسجد بني أمية وبعد ذلك تقوم القيامة الكبرى، فكان العقل الباطن لهم متأثرًا بالكرامات التي يروونها عن سلفهم ولهم تأثر بجماعات محلية أخرى، ولكن هذه المنامات لم تكن إلا خيالات وأوهاماً في أنفس أصحابها حيث قتل المهدي - حسب قول جهيمان - في الحرم ولكن جهيمان رفض تصديق ذلك وأرغم المجموعة على تكذيب ذلك وقاطع وغضب على من يقول بأن المهدي قد قتل وقال بأن المهدي لا يمكن قتله وإنما هو محصور في الحرم وسيخرج فكانت هذه الرؤية من أنواع الخَلاصيات التي دفعتهم لتلك الثورة فالهوس بفكرة الخلاص من خلال المهدي كان هو سيد الموقف كما كان من قبل سيد القرار بالاعتصام في المسجد الحرام.
فالجماعة المحتسبة كانت تحت سيطرة وتحريك ودافع من فكرة الخلاص الغيبية وما دفعهم للرغبة بالخلاص إلا لما شحنته الجماعة في نفوس الأتباع والمريدين من ضلال المجتمع وهلاكه وزيغه وحاجته لمثل هذا الخلاص فوجدت في شخصية جهيمان الثورية من جهة والمتعلقة بالغيبيات من جهة أخرى الخلاص لأن دافعها عدم الرضا بالواقع ويغذيها إيمان بالرؤى والمنامات وتؤيدها أعمال متوالية متراكمة انتهت إلى ما انتهت إليه من تطبيق ميداني، والدوافع الفكرية لتلك الجماعة هي مبالغتها في النظر للمنكرات والعنف - استخدم اليد والفعل - في وسائل تغييرها والنظرة السوداوية تجاه المجتمع إلى حد القول بظهور علامات قرب قيام الساعة وأن الفتن ما تركت بيتاً إلا دخلته وهكذا، كما كانوا يقفون ضد العمل في الوظائف الحكومية بدافع ما يحمله جهيمان ورجاله من مبالغات تجاه ما يتصورونه من أحوال اجتماعية رأوها بشكل متعصب فكانت تلك المبررات التي قادتهم في النهاية وعبر تطورات تراكمية إلى ما حصل في الحرم.
هدد بن باز الحركة بإصدار فتوى ضدها إن هي تابعت الإنكار بهذا الأسلوب كان أبو بكر الجزائري قد تولى الإشراف على الجماعة خلفاً لأبن باز الذي انتقل إلى الرياض ولكنه لم يستطع السيطرة على مجموعة جهيمان بسبب رقته واتهامه بالتصوف من قبل البعض كما اتهمه جهيمان بأنه يسرب أخبارهم للحكومة حيث اعتاد أعضاء هذه الجماعة تأسيس بيوت للالتقاء بها وكان بيتهم في المدينة المنورة يدعى بيت الحرة الشرقية مما اضاف لجهيمان جاذبية القائد المحنك والذكي الذي لا تفوته صغيرة أو كبيرة مما جعل جهيمان يتغيب عن بيت الحرة ويبدأ دعوته في البادية وجمع السلاح.

## السيطرة على الحرم وإعلان المهدي
تأسست حركة جُهَيمان عندما وجدوا ثغرة الاحتساب فأنشاء جماعته التي هدد بن باز لاحقاً بإصدار فتاوى ضدها إن هي استمرت على منهجها لقيام ثورة المهدي المنتظر ولكن إصدار جهيمان لما سمي بالرسائل السبع المطبوعة في الكويت ما كانت سوى محاولة لصد إصدار أي فتوى ضد حركته. قام جهيمان بحركة نشر واسعة لرسائله في محاولة لتأليب الرأي العام ضد الحكومة ثم وجد ثغرة أخرى كان يأمل أن تكون عامل مساعد لتمكن وهي المهدية، لاحظ جهيمان شخص يدعى محمد بن عبد الله القحطاني الذي استطاع اقناعة بأنه المهدي المنتظر مع بداية مئوية جديدة حسب التاريخ الهجري مطلع عام 1400 كما استطاع توظيف عدد من اتباعه وإقناعهم بظهور المهدي حينها تم الاستئذان من وزير الدفاع لإلقاء محاضرات في مساجد الثكنات والقواعد العسكرية وحصلوا على الموافقة.
كانت ساعة الصفر هو مطلع شهر محرم من العام 1400هـ عندما يستولي جهيمان على الحرم ويبايع المهدي في الوقت الذي يعلن فيه هؤلاء الدعاة في محاضراتهم في الثكنات العسكرية عن ظهور المهدي في الحرم المكي وأخذ البيعة له في ثكنات الجيش ومن ثم الدعوة للدفاع عنه فيضمن جهيمان ورجاله بهذه الطريقة الاستيلاء روحياً على الجيش السعودي، كان هناك فارق في التقويم القمري ففي الوقت الذي كان جهيمان يرى أن اليوم المحدد يوافق غرة محرم عام 1400هـ كان معظم رجاله في المناطق الأخرى يعانون من عدم وضوح اكتمال الشهر فاعتبر ذلك اليوم في باقي المناطق حسب التقويم المكمل للشهر أي 30 ذي الحجة عام 1399هـ حيث كان هذا الفارق في التاريخ عامل في إفشال مخطط جهيمان.
عند الإطلاع على الرسائل السبع لا يكاد يخلو سطر إلا من وجود آيه كريمة كما كانت هذه الكتيبات ذات أهداف واضحة تتجلى في عناوين تلك الرسائل منها الإمارة والبيعة والطاعة وهذه آخر الرسائل التي تدل على طموح جهيمان وهدفه الرئيس، استخدم جهيمان في الرسائل الأخيرة الثغرة الثالثة وهي التكفير، كانت هي الثغرة التي واجهت كثيراً من النقد من قبل بعض أعضاء الجماعة السلفية ومنهم أبو بكر الجزائري ومقبل الوادعي وأدت إلى نقص في اتباع جهيمان ممن كانوا من أهل المدن خصوصاً وبقي أهل النواحي والبادية.
انتشرت جماعة جهيمان ودعوتها قد في ضواحي مكة المكرمة وفي مواقيت الإحرام، ثم تم إدخال الأسلحة بالحيلة للحرم المكي من أبواب متعددة بهدف توزيع الأسلحة بطريقة عملية، وتم كل ذلك وأعلن عن المهدي وضرورة المبايعة وتمكن إمام الحرم الشيخ السبيل بعد أن ألقى المشلح من الخروج من الحرم والإبلاغ عما يحدث، فقد حوصر الحرم بعد أن تم قفل أبوابه من قبل جهيمان ورجاله الذين لم يتوقعوا سوى أن لدى الناس كلهم نفس القناعات التي يقتنعون بها ولكن المفاجأة هي محاولة المصلين والمعتمرين الخروج من المسجد الحرام.

## معلومات
1. ↑  كما أسماها عبد العزيز بن باز
2. ↑  كما أطلقوا على أنفسهم رسمياً
3. ↑  كانت هي تسميتهم في وسائل الإعلام وأيدهم بها مفكرو السياسة وأجهزة المخابرات
4. ↑  في ذلكم الزمن كان من عادة العلماء والوعاظ أن يسجلوا مناظراتهم ودروسهم، اختفت هذه الظاهرة وانقرضت بعد حادثة الحرم